# Två städer
Två städer (engelsk originaltitel: A Tale of Two Cities) är en historisk roman i tre delar, skriven av Charles Dickens och utgiven 1859. Den utkom på svenska första gången 1869. Romanen har sålts i över 200 miljoner exemplar. Den är därmed en av världens mest sålda romaner.

## Handling

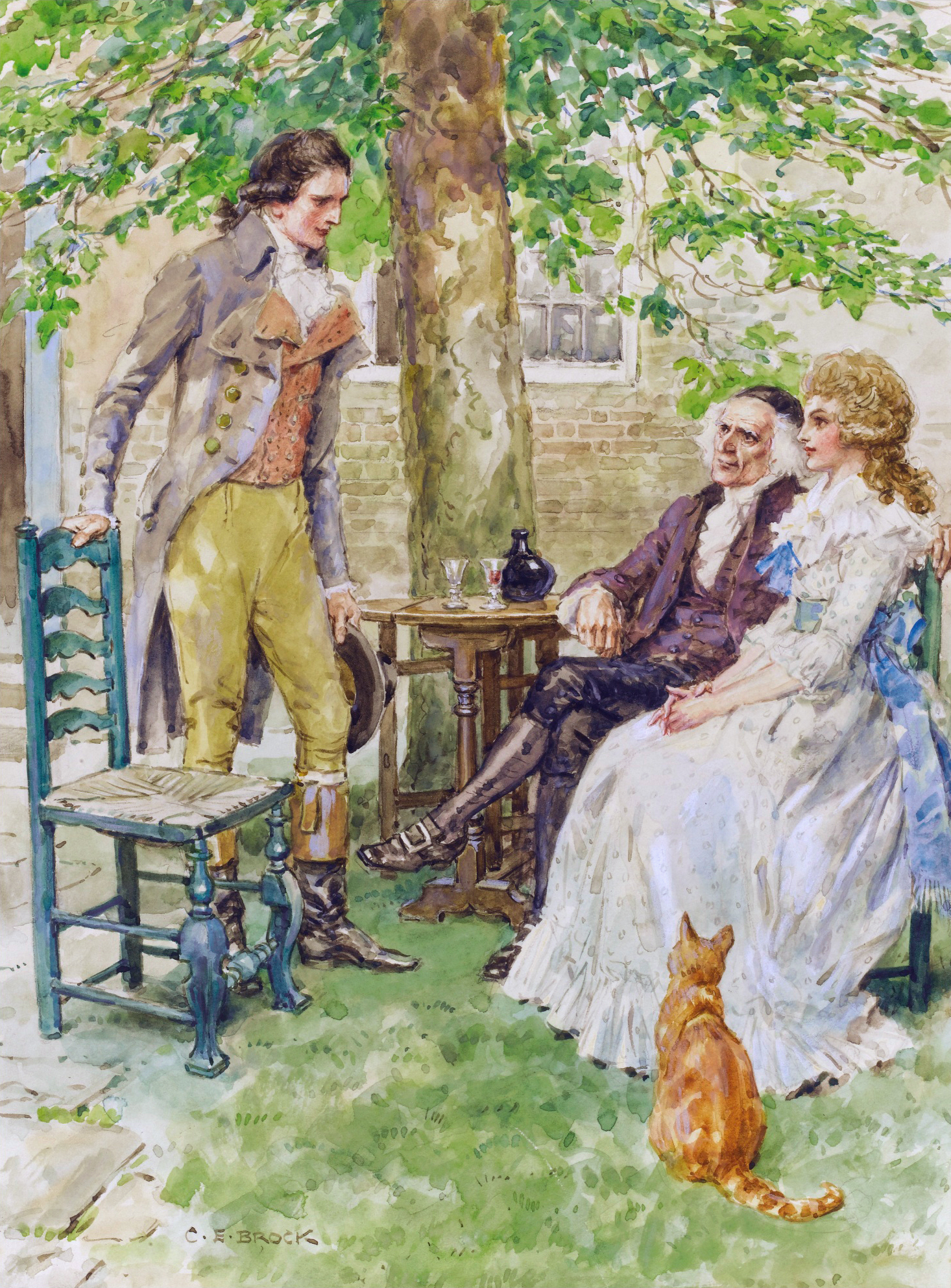
Dr Manette och Lucie Manette tillsammans med Charles Darnay.

Två städer utspelar sig dels i London, dels i Paris, före och under franska revolutionen. Berättelsen följer flera huvudpersoner, främst Charles Darnay, en fransk aristokrat som trots sin goda natur faller offer för revolutionärerna, och Sydney Carton, en brittisk advokat som förälskar sig i Darnays hustru Lucie Manette.

## Huvudpersoner
- Sydney Carton, brittisk advokat.
- Lucie Manette, gift med Charles Darnay, dotter till Dr. Manette
- Charles Darnay, fransk aristokrat som undervisar franska i London
- Dr. Alexandre Manette, Lucies far, en gång väl sedd läkare, som blivit fängslad på felaktiga grunder
- Monsieur Ernest Defarge
- Madame Therese Defarge
- Jarvis Lorry
- Miss Pross, Lucie Manettes guvernant
- Marquis St. Evrémonde, Darnays farbror som förkroppsligar den franska aristokratin
- John Barsad (egentligen Solomon Pross)
- Roger Cly
- Jerry Cruncher

## Filmatiseringar
- 1911 – A Tale of Two Cities, stumfilm
- 1922 – A Tale of Two Cities, stumfilm med Clive Brook som Sydney Carton
- 1927 – The Only Way, brittisk film i regi av Herbert Wilcox
- 1935 – I skuggan av giljotinen, film av MGM med Ronald Colman, Elizabeth Allan, Reginald Owen, Basil Rathbone och Edna May Oliver
- 1958 – I giljotinens skugga, med Dirk Bogarde, Dorothy Tutin, Christopher Lee, Leo McKern och Donald Pleasence
- 1980 – A Tale of Two Cities, TV-film med Chris Sarandon, Peter Cushing, Alice Krige och Billie Whitelaw
- 1980 – En berättelse om två städer, TV-serie i åtta delar av BBC med Paul Shelley som Carton/Darnay, Sally Osborne som Lucie Manette och Nigel Stock som Jarvis Lorry
- 1989 – A Tale of Two Cities, TV-serie i två delar av ITV Grenada med James Wilby som Sydney Carton, Xavier Deluc som Charles Darnay och Serena Gordon som Lucie Manette

## Pastischer och övriga tolkningar
- Filmen The Dark Knight Rises (2012) av Christopher Nolan är tydligt inspirerad av Dickens berättelse.